# Chris Gutiérrez
Christopher Gutiérrez (Boston, Massachusetts, 22 de abril de 1991) es un artista marcial mixto estadounidense que actualmente compite en la división de peso gallo de Ultimate Fighting Championship.

## Primeros años
Gutiérrez nació en la ciudad de Boston, en el estado de Massachusetts. Es hijo de Gladis Canoral, de origen guatemalteco, y de Jorge Gutiérrez, de origen colombiano; es por ello que en sus peleas suele entrar a la jaula con las banderas de ambos países. Empezó a entrenar en Artes marciales mixtas a los 16 años y compitió en su primer combate profesional dos años después.

## Carrera de artes marciales mixtas

### Carrera temprana
Gutiérrez comenzó a luchar profesionalmente en MMA en 2013. Ha luchado bajo numerosas organizaciones, especialmente World Series of Fighting y Legacy Fighting Alliance.

### Ultimate Fighting Championship

#### 2018
Gutiérrez debutó en la UFC el 30 de noviembre de 2018 en The Ultimate Fighter 28 Finale contra Raoni Barcelos. Perdió el combate por sumisión en el segundo asalto.

#### 2019
Gutiérrez se enfrentó a Ryan MacDonald el 23 de marzo de 2019, en UFC Fight Night 148. Ganó la pelea por decisión unánime.
Gutiérrez se enfrentó a Geraldo de Freitas el 10 de agosto de 2019, en UFC Fight Night 156. Ganó la pelea por decisión dividida.

#### 2020
Gutiérrez se enfrentó a Vince Morales el 30 de mayo de 2020 en UFC on ESPN 9. Utilizando un gran volumen de patadas en las piernas, ganó la pelea por TKO en el segundo asalto.
Se esperaba que Gutiérrez enfrentara a Luke Sanders el 1 de agosto de 2020, en UFC Fight Night 173. Sin embargo, Sanders fue retirado de la pelea a mediados de julio por razones no reveladas y fue reemplazado por el debutante Cody Durden. La pelea terminó en un empate.

#### 2021
Gutiérrez se enfrentó a Andre Ewell el 13 de febrero de 2021, en UFC 258. Ganó la pelea por decisión unánime.
Gutiérrez se enfrentó a Felipe Colares el 9 de octubre de 2021, en UFC Fight Night 194. Ganó la pelea por decisión unánime.

#### 2022
Gutiérrez se enfrentó a Danaa Batgerel el 26 de marzo de 2022, en UFC Fight Night 205. Ganó la pelea por TKO en el segundo asalto. Esta victoria lo hizo merecedor de su primer premio de Actuación de la Noche.
Gutiérrez se enfrentó a Frankie Edgar el 12 de noviembre de 2022, en UFC 281. Ganó la pelea por KO en el primer asalto.

#### 2023
Gutiérrez se enfrentó a Pedro Munhoz el 15 de abril de 2023, en UFC on ESPN 44. Perdió la pelea por decisión unánime.
Gutiérrez estaba programado para enfrentar a Montel Jackson el 7 de octubre de 2023, en UFC Fight Night 229. Sin embargo, Jackson se retiró de la pelea por razones no reveladas, y fue reemplazado por Alateng Heili, siendo programados para enfrentarse en UFC Fight Night 230. Ganó la pelea por decisión unánime.
Reemplazando a un lesionado Petr Yan, Gutiérrez encabezó UFC Fight Night 233 contra Song Yadong el 9 de diciembre de 2023. Perdió la pelea por decisión unánime.

#### 2024
Gutiérrez estaba programado para enfrentar a Javid Basharat el 3 de agosto de 2024, en UFC on ABC 7. La pelea fue trasladada al 10 de agosto, en UFC on ESPN 61. Una semana después del evento, Basharat se retiró por una lesión y fue reemplazado por el debutante Quang Le. Ganó la pelea por decisión unánime.

## Vida personal
Gutiérrez tiene un hijo de su anterior relación.

## Campeonatos y logros

### Artes marciales mixtas
- Ultimate Fighting Championship
  - Actuación de la Noche (Una vez) vs. Danaa Batgerel[19]
- Sugar Creek Showdown
  - Campeonato de Peso Gallo de SCS (Una vez)
    - Una defensa titular exitosa
- World Fighting Championships
  - Campeonato de Peso Gallo de WFC (Una vez)

## Récord en artes marciales mixtas
| Récord profesional | Récord profesional | Récord profesional |
| 29 peleas          | 21 victorias       | 6 derrotas         |
| ------------------ | ------------------ | ------------------ |
| Nocaut             | 9                  | 0                  |
| Sumisión           | 1                  | 1                  |
| Decisión           | 12                 | 5                  |
| Empates            | 2                  | 2                  |

| Resultado | Récord  | Oponente           | Método                                 | Evento                                      | Fecha                   | Ronda | Tiempo | Localización                     | Notas                                            |
| --------- | ------- | ------------------ | -------------------------------------- | ------------------------------------------- | ----------------------- | ----- | ------ | -------------------------------- | ------------------------------------------------ |
| Victoria  | 22--6-2 | John Castañeda     | Decisión (dividida)                    | UFC on ESPN: Machado Garry vs Prates        | 26 de abril de 2025     | 3     | 5:00   | Kansas City, Misuri              |                                                  |
| Victoria  | 21–6–2  | Quang Le           | Decisión (unánime)                     | UFC on ESPN: Tybura vs. Spivac 2            | 10 de agosto de 2024    | 3     | 5:00   | Las Vegas, Nevada                |                                                  |
| Derrota   | 20–6–2  | Song Yadong        | Decisión (unánime)                     | UFC Fight Night: Song vs. Gutiérrez         | 9 de diciembre de 2023  | 5     | 5:00   | Las Vegas, Nevada                |                                                  |
| Victoria  | 20–5–2  | Alateng Heili      | Decisión (unánime)                     | UFC Fight Night: Yusuff vs. Barboza         | 14 de octubre de 2023   | 3     | 5:00   | Las Vegas, Nevada                |                                                  |
| Derrota   | 19–5–2  | Pedro Munhoz       | Decisión (unánime)                     | UFC on ESPN: Holloway vs. Allen             | 15 de abril de 2023     | 3     | 5:00   | Kansas City, Misuri              |                                                  |
| Victoria  | 19-4-2  | Frankie Edgar      | KO (rodillazo)                         | UFC 281                                     | 12 de noviembre de 2022 | 1     | 2:01   | Ciudad de Nueva York, Nueva York |                                                  |
| Victoria  | 18-4-2  | Danaa Batgerel     | TKO (puñetazo giratorio y codazos)     | UFC Fight Night: Blaydes vs. Daukaus        | 26 de marzo de 2022     | 2     | 2:34   | Columbus, Ohio                   | Actuación de la Noche.                           |
| Victoria  | 17-4-2  | Felipe Colares     | Decisión (dividida)                    | UFC Fight Night: Dern vs. Rodriguez         | 9 de octubre de 2021    | 3     | 5:00   | Las Vegas, Nevada                |                                                  |
| Victoria  | 16-4-2  | Andre Ewell        | Decisión (unánime)                     | UFC 258                                     | 13 de febrero de 2021   | 3     | 5:00   | Las Vegas, Nevada                | Combate de peso acordado (140 libras).           |
| Empate    | 15-4-2  | Cody Durden        | Empate (unánime)                       | UFC Fight Night: Brunson vs. Shahbazyan     | 1 de agosto de 2020     | 3     | 5:00   | Las Vegas, Nevada                | Regreso al peso gallo.                           |
| Victoria  | 15-4-1  | Vince Morales      | TKO (patadas en las piernas)           | UFC on ESPN: Woodley vs. Burns              | 30 de mayo de 2020      | 2     | 4:27   | Las Vegas, Nevada                | Debut en el peso pluma.                          |
| Victoria  | 14-4-1  | Geraldo de Freitas | Decisión (dividida)                    | UFC Fight Night: Shevchenko vs. Carmouche 2 | 10 de agosto de 2019    | 3     | 5:00   | Montevideo                       |                                                  |
| Victoria  | 13-4-1  | Ryan MacDonald     | Decisión (unánime)                     | UFC Fight Night: Thompson vs. Pettis        | 23 de marzo de 2019     | 3     | 5:00   | Nashville, Tennessee             |                                                  |
| Derrota   | 12-4-1  | Raoni Barcelos     | Sumisión (estrangulamiento por detrás) | The Ultimate Fighter: Heavy Hitters Finale  | 30 de noviembre de 2018 | 2     | 4:12   | Las Vegas, Nevada                |                                                  |
| Victoria  | 12-3-1  | Ray Rodriguez      | Sumisión (estrangulamiento por detrás) | LFA 52                                      | 19 de octubre de 2018   | 1     | 4:47   | Belton, Texas                    |                                                  |
| Victoria  | 11-3-1  | Jimmy Flick        | TKO (patadas en las piernas)           | Xtreme Fight Night 347                      | 6 de abril de 2018      | 3     | 2:59   | Tulsa, Oklahoma                  |                                                  |
| Victoria  | 10-3-1  | Mario Israel       | Decisión (dividida)                    | LFA 22                                      | 8 de septiembre de 2017 | 3     | 5:00   | Broomfield, Colorado             | Combate de peso acordado (140 libras).           |
| Derrota   | 9-3-1   | Jerrod Sanders     | Decisión (unánime)                     | C3 Fights                                   | 22 de julio de 2017     | 3     | 5:00   | Newkirk, Oklahoma                |                                                  |
| Derrota   | 9-2-1   | Timur Valiev       | Decisión (unánime)                     | WSOF 33                                     | 7 de octubre de 2016    | 3     | 5:00   | Kansas City, Misuri              |                                                  |
| Victoria  | 9-1-1   | Timur Valiev       | Decisión (dividida)                    | WSOF 28                                     | 20 de febrero de 2016   | 3     | 5:00   | Garden Grove, California         |                                                  |
| Victoria  | 8-1-1   | Bendy Casimir      | Decisión (unánime)                     | SCS 27                                      | 22 de agosto de 2015    | 5     | 5:00   | Hinton, Oklahoma                 | Defendió el Campeonato de Peso Gallo de SCS.     |
| Victoria  | 7-1-1   | Aaron Phillips     | TKO (retiro)                           | World Fighting Championships 35             | 28 de febrero de 2015   | 3     | 5:00   | Baton Rouge, Luisiana            | Ganó el vacante Campeonato de Peso Gallo de WFC. |
| Victoria  | 6-1-1   | Craig Ross         | TKO (puñetazos)                        | SCS 23                                      | 15 de noviembre de 2014 | 1     | 0:42   | Hinton, Oklahoma                 | Ganó el vacante Campeonato de Peso Gallo de SCS. |
| Victoria  | 5-1-1   | Tyler Shinn        | Decisión (dividida)                    | BattleGrounds MMA 5                         | 3 de octubre de 2013    | 3     | 5:00   | Tulsa, Oklahoma                  |                                                  |
| Victoria  | 4-1-1   | Evan Woolsey       | Decisión (unánime)                     | Battle at the Fort 9                        | 5 de abril de 2014      | 3     | 5:00   | Hays, Kansas                     |                                                  |
| Victoria  | 3-1-1   | Justin McNally     | TKO (puñetazos)                        | Bellator 111                                | 7 de marzo de 2013      | 1     | 2:50   | Thackerville, Oklahoma           |                                                  |
| Empate    | 2-1-1   | Brandon Seyler     | Empate (mayoritario)                   | Xtreme Knockout 20                          | 23 de noviembre de 2013 | 3     | 3:00   | Arlington, Texas                 |                                                  |
| Derrota   | 2-1     | Jake Constant      | Decisión (dividida)                    | C3 Fights: Fall Brawl 2013                  | 12 de octubre de 2013   | 3     | 5:00   | Newkirk, Oklahoma                |                                                  |
| Victoria  | 2-0     | Tristan Grimsley   | TKO (puñetazos)                        | Xtreme Knockout 19                          | 17 de agosto de 2013    | 2     | 0:19   | Dallas, Texas                    |                                                  |
| Victoria  | 1-0     | Dawond Pickney     | TKO (puñetazos)                        | Ring Rulers: Spa City Stomp Out Hunger      | 15 de mayo de 2013      | 3     | 1:51   | Hot Springs, Arkansas            | Debut en el peso gallo.                          |